# Oh!My God
『Oh! My God』（オーマイガー）は、嘉門達夫（現・嘉門タツオ）の12枚目のオリジナルアルバム。
1997年4月9日にダイプロ・エックスより発売された（販売元はビクターエンタテインメント株式会社）。レコード会社移籍第一弾。

## 収録曲
1. オープニング
2. ソリャネーゼ セニョリータ作詞・作曲：嘉門達夫／編曲：林有三 38thシングルA面。
3. 吹雪その1（おかん～レストラン） 作：嘉門達夫
4. 会話その1（コンビーフ～焼き物～牛丼屋～動物園） 作：嘉門達夫・荷塚虎太郎＆参勤交代
5. 政見放送その1（日本甘党～日本豪快党） 作：嘉門達夫
6. 国会議員体操作詞：嘉門達夫／作曲・編曲：中村雅都
7. 新・替え歌メドレー脚色：嘉門達夫／編曲：新田“ヨロシク”一郎・中村雅都 37thシングルA面。
8. 吹雪その2（芸人～ヘンタイ～帰ってよ） 作：嘉門達夫
9. 会話その2（ショート～マジカルバナナ2～心理テスト） 作：嘉門達夫・荷塚虎太郎＆参勤交代
10. ショートソングその1（ウグイス～フランス人～スマイル*～星に願いを*） 作詞：嘉門達夫・熊田啓之*／作曲：嘉門達夫
11. 政見放送その2（日本俳句党～ニュアンス党*～流行おくれ党） 作：嘉門達夫・杉本つよし*
12. 嘉門バイオリン講座1日目作：嘉門達夫・荷塚虎太郎
13. 日記1作：嘉門達夫＆参勤交代
14. ありがとうお母さん作詞・作曲：嘉門達夫／編曲：中村雅都 38thシングルB面。
15. 吹雪その3（コンビニ～4位2位～降りる人） 作：嘉門達夫
16. 会話その3（タコ焼2～診察～指名手配～兄弟） 作：嘉門達夫・荷塚虎太郎＆参勤交代
17. ショートソングその2（悲惨な話し～口紅*～一休さん～親友） 作詞：嘉門達夫・荷塚虎太郎*／作曲：嘉門達夫
18. 嘉門バイオリン講座2日目作：嘉門達夫・荷塚虎太郎
19. 政見放送その3（日本おかん党～うたぐり深い党） 作：嘉門達夫
20. そば作：嘉門達夫
21. 月宮殿～星の都～作詞：嘉門達夫／作曲・編曲：林有三
22. 政見放送その4（日本本音党*～語尾に何かつける党） 作：嘉門達夫・杉本つよし*
23. 会話その4（別れ～インタビュー～いろんなカーナビ～病院） 作：嘉門達夫・荷塚虎太郎＆参勤交代
24. ショートソングその3（ネコ*～ヒザ枕※～保険の授業～ハリネズミ*） 作詞：嘉門達夫・田川良作*・特急白鳥青森行き※／作曲：嘉門達夫
25. 女として作詞：熊田啓之／作曲：嘉門達夫／脚色：うんこたれ蔵
26. 吹雪その4（ウフフ～おかっぴき～水戸黄門） 作：嘉門達夫
27. 諸行無常作詞・作曲：嘉門達夫／編曲：中村雅都 37thシングルB面。
28. あっ！外国人や作：嘉門達夫＆爆裂組
29. 会話その5（サルにもわかる英語講座～そーでなくて～体操服～石焼き～傘～緊張しすぎのニュースキャスター～鼻毛～黄門様） 作：嘉門達夫・荷塚虎太郎＆参勤交代
30. なぜですか？作詞・作曲・編曲：嘉門達夫
31. ショートソングその4（姉～公衆電話～石油ストーブ*～ギャー） 作詞：嘉門達夫・爆裂隊隊長*／作曲：嘉門達夫
32. 政見放送その5作：嘉門達夫
33. 日記2作：嘉門達夫＆参勤交代
34. 嘉門バイオリン講座3日目作：嘉門達夫・荷塚虎太郎
35. 吹雪その5（誕生日～パン～パチンコ） 作：嘉門達夫
36. 渇望作詞：嘉門達夫／作曲・編曲：林有三